# مشروع مترو أنفاق طرابلس
مترو انفاق طرابلس( tripoli metro) هو مشروع قيد التنفيذ والإنشاء في مدينة طرابلس عاصمة ليبيا حيث كان يُزمع البدء فيه في فبراير من عام 2014 ، حيث يتكون المشروع من 81 محطة وبطول 123 كم مما سيجعله رابع مترو يشيد في أفريقيا بعد مترو انفاق القاهرة (65.5 كم) و مترو انفاق الجزائر (18,2 كم) مترو الدار البيضاء (مشروع) الذي تحت إنشاء بالمحطات كبيرة وفخمة و بطول المسافة طويلة مما سيجعله مميز مترو في أفريقيا وفي الدول العربية وستقوم بانشائه الشركة صينية مشهرة ومتخصصة في هذا المجال وشركة الروسية (. موس مترو سترو ) و شركة الروسية ( موسكوفسكي ميترو بوليتان ) بعقد في 1 يوليو 2009 و تم تجديد العقد بعد تولي مجلس الوطني الانتقالي الليبي في ديسمبر 2012 و سيتم 
البدء به في فبراير 2014 و القطارات ستكون من الشركة عالمية بمواصفات عالمية من طراز 2015,2014 و المشروع مصاحب لمشروع مترو انفاق بنغازي 
و مشروع مترو انفاق طرابلس بتكلفة 2,4 مليار دولار

## تاريخ

### الفكرة
تعود فكرة مترو انفاق طرابلس الي عام 1993، السبب الرئيس في إنشاء المشروع هو تقليل ازدحام حركة المرور من السيارات في العاصمة طرابلس و من المتوقع ان يستخدمه حوالي 800 الف نسمة يوميا حوالي41 % من سكان المدينة وسيكون أيضا وسيلة نقل متطورة في المدينة وللسياح و الأجانب وللسكان.

### التسلسل الزمني
عام 2003، فتح مذاكرة بشأن هذا المشروع
عام 2005، تكوين لجنة لتولي هذا الملف
في 2010 توقيع العقد في 2010 و كان من المتوقع أن يتم البدء في 2011 و الإتمام منه في 2014
في 2011 تعطل المشروع بعد حدوث الحرب الأهلية الليبية (2011) و غادرت الشركات التي كانت ستنفذ المشروع البلاد بعد حصولها علي كامل المبلغ، وكان من المتوقع عودة الشركة في 2013 والبدء في 2014 و الافتتاح في ديسمبر 2016.
في مارس 2018، قدرت كلفة المشروع بـ 30 مليار يورو على مدى تسع سنوات، بثلاثة خطوط بطول 230 كيلو متر و 70 محطة ركاب.
في أغسطس 2019، صرح وزير الاقتصاد والصناعة بحكومة الوفاق الوطني الليبية علي العيساوي باستئناف مشروع وأن تمويل المشروع إلى ما يصل 10 مليارات يورو، سيكون من خارج الميزانية العامة للدولة، مما لاقى موجة من الجدل والتهكم في البلاد.

## خطوط والمسارات
مشروع مترو انفاق طرابلس أو قطار المدينة هي عبارة عن شبكة متكاملة تربط مدينة طرابلس بضواحيها تصل الي أكثر من 100 كم وتمتد من جنزور غربا إلى تاجوراء شرقا و مطار طرابلس الدولي و قصر بن غشير في وسط مدينة وشمالها.
و ستكون شبكة سكة الحديدية لمترو طرابلس بعضها فوق الأرض وبعضها الآخر داخل الانفاق في أعماق مختلفة تصل الي 17 متر والبعض الآخر سيكون معلقا وستتكون الشبكة من 3 خطوط خط أ يربط غربها بسرقها وخط ب يربط جنوبها بشمالها وخط ج بمثابة حزام نصف دائري علي شمال المدينة وبسبب هذه الامتدادات نتج عنه اعتماد الشبكة المتكاملة تتكون من ثلاثة خطوط رئيسية.

### الخط أ
الخط الأول أو الخط أ هو المسار الذي سيربط شرق المدينة بغربها ( تاجوراء بجنزور) حيث ان هذا الخط سيكون معظمه تحت الأرض حيث 14 كم سيكون تحت الأرض بعمق 14 متر و 14 كم سيكون عميق بعنق 18 متر و 2 كم سيكون سطحي
و حيث ان عدد المحطات في هذا الخط تصل الي 29 محطة جميعها بموصفات حيث ان المحطات الرئسئة هي جنزور رقم 1 ومحطة الساحل بتاجوراء ومحطة الاستقلال بينهما عالمية تحتوي علي جميع أنواع الراحة من مقاهي ومطاعم و مخابز ومكتبات و غيرها
و ستتميز بمتوسط المسافة الفاصلة بين تلمحطات بمعدل 1 كم ونص و تم تصميم سعة القطارات لهذه المسارات 5879 راكب في اتجاهين في كل ساعة 
و متوسط السرعة 40 كم في الساعة وستستغرق الرحلة من والي المحطات الرئيسية حوالي 35 دقيقة ومن و الي محطات العادية حوالي 5 دقائق بمعدل محطة
كل 5 دقائق وسيكون هناك قطار في كل محطة في الخط كل 5 دقائق
و ستتولي المشروع الشركة الصينية الدولية للسكك الحديدية التي ستبني 20 كم منه بتكلفة 500 مليون دولار
و ستتولي والشركة الروسية الدولية لسكك مترو الحديدية التي ستبني 10 كم منه بتكلفة 200 مليون دولار

### الخط ب
الخط ب أو الخط الثاني سيربط بين جنوب المدينة بشمالها ( من مطار طرابلس العالمي وقصر بن غشير الي وسط المدينة والساحل) بطول يزيد عن 55 كم 
حيث ان 17 كم منه تحت الأرض و 24 كم منه عميق جدا تحت الأرض بعمق 20 متر و 5 كم منه معلق وهو جزء الذي يربط المطار طرابلس العالمي بقصر بن غشير عن طريق جسر معلق وجسور معلقة اخري متفرقة في هذا الخط الطويل بطول يزيد عن 4 كم و 2 كم سيكون سطحي
و سيتكون من 31 محطة من جنوب الي الشمال وستتميز هذه المحطات بوجود المطاعم والمقاهي و المخابز والمكتبات و دورات المياه وبنظافة و بالخدمات عالية
و ستتميز بالمسافة الفاصلة بين المحطات بمتوسط 1 كم ونصف الي 2 كم وتم تصميم سعة هذه القطارات ليكون 7881 راكب كل ساعة ومتوسط السرعة 48 كم في الساعة تعمل القطارات بالكهرباء واخري بالمغناطيس وهناك 3 قطارات تعمل بدون سائق وسيزيد هذا العدد الي 7 قطارات من اجمالي أكثر 55 قطار يعمل في هذا خط يوميا
و سيستغرق الزمن بين المحطات الرئيسية في الخط وهي محطتين رئيستين حوالي ساعة وهي محطة مترو انفاق مطار طرابلس العالمي ومحطة طريق الشط مترو انفاق طرابلس وسيكون هناك قطار كل 7 دقائق
و من متوقع ان يتم البدء في البناء والإنشاء في 2014 في فبراير و علي ان يتم انتهاء منه في 2016 في أكتوبر أي بعد 3 سنوات تقريبا حيث هذا الخط ستتسلمه شركة صينية الدولية للسكك الحديدية حيث سيسلمونه في الوقت المطلوب وستتشاذك الشركة الصينية في باقي الخطوط الشركات الروسية وحيث تكلفة هذا الخط تقدر بحوالي 820 مليون دولار
حيث ان امتداد المدينة من جنوب الي شمال أكثر من 68 كم

### الخط ج
الخط ج أو الخط الثالث هو الخط أو امسار الذي سيمر من المناطق ذات الكثافة السكانية العالية وياخذ شكل نصف دائري يطوق شمال المدينة بطول يزيد عن 23 كم
حيث سيكون جزء منه بطول 2 كم تحت السطح بعمق اقل من 8 متر وجزء منه عميق جدا 20 كم بعمق 18 متر و 1 كم منه سيكون سطحيا ولكن متفرقا في اماكن مختلفة في المدينة
حيث سيتكون هذا الخط من 21 محطة تحتوي علي جميع طرق وسبل الراحة وتتواجد فيها المقاهي والمطاعم مثل ماكدونالدز و المخابز ومكتبات و دورات المياه وو تتوفر جميع وسائل السلامة والامان
و يتميز هذا الخط بعمق محطاته وبعمقه أيضا حيث ان محطاته لا تقل عن 16 متر الي 20 متر تحت الأرض
ويتميز هذا الخط بمتوسط المسافة الفاصلة بين محطاته حيث ستكون بحدود نصف كم (0,5 كم) الي 0,75 كم وتم تصميم سعة هذه القطارات بحوالي 5355 راكب
كل ساعة بمتوسط السرعة حوالي 37 كم في الساعة
حيث سيكون الزمن المستغرق من الي المحطات الرئيسية حوالي 27 دقيقة و سيكون هناك قطار كل خمس دقائق
حيث سينفذ هذا المشروع شركة الروسية لانساء المترو التي ستنفذ 5 كم منه بتكلفة 200 مليون دولار و حيث ستبد عمليات الإنشاء والتشييد و الباء في فبراير في 2014
و ستتولي الشركة الصينية الدولية لانشاء السكك الحديدية وإنشاء و بناء 10 كم منه بتكلفة 280 مليون دولار و حيث ستبطا السركة في فبراير 2014
و ستتولي الشركة الكورية الجنوبية مترو بوليتان إنشاء 8 كم منه بتكلفة 210 مليون دولار 
و باجماي التكاليف سيكون تكلفة هذا الخط 700 مليون دولار

## برنامج الرحلات
و سيعمل مترو طرابلس جميع أيام الأسبوع علي حسب الاتي :
- الشتاء : من 5:00 فجرا الي 12:30 ليلا
- الصيف : من 5:30 فجرا الي 1:30 ليلا
- رمضان : من 6:00 فجرا الي 3:30 ليلا

و اما في الأعياد يعمل بنفس نظام شهر رمضان